# Pozsgások

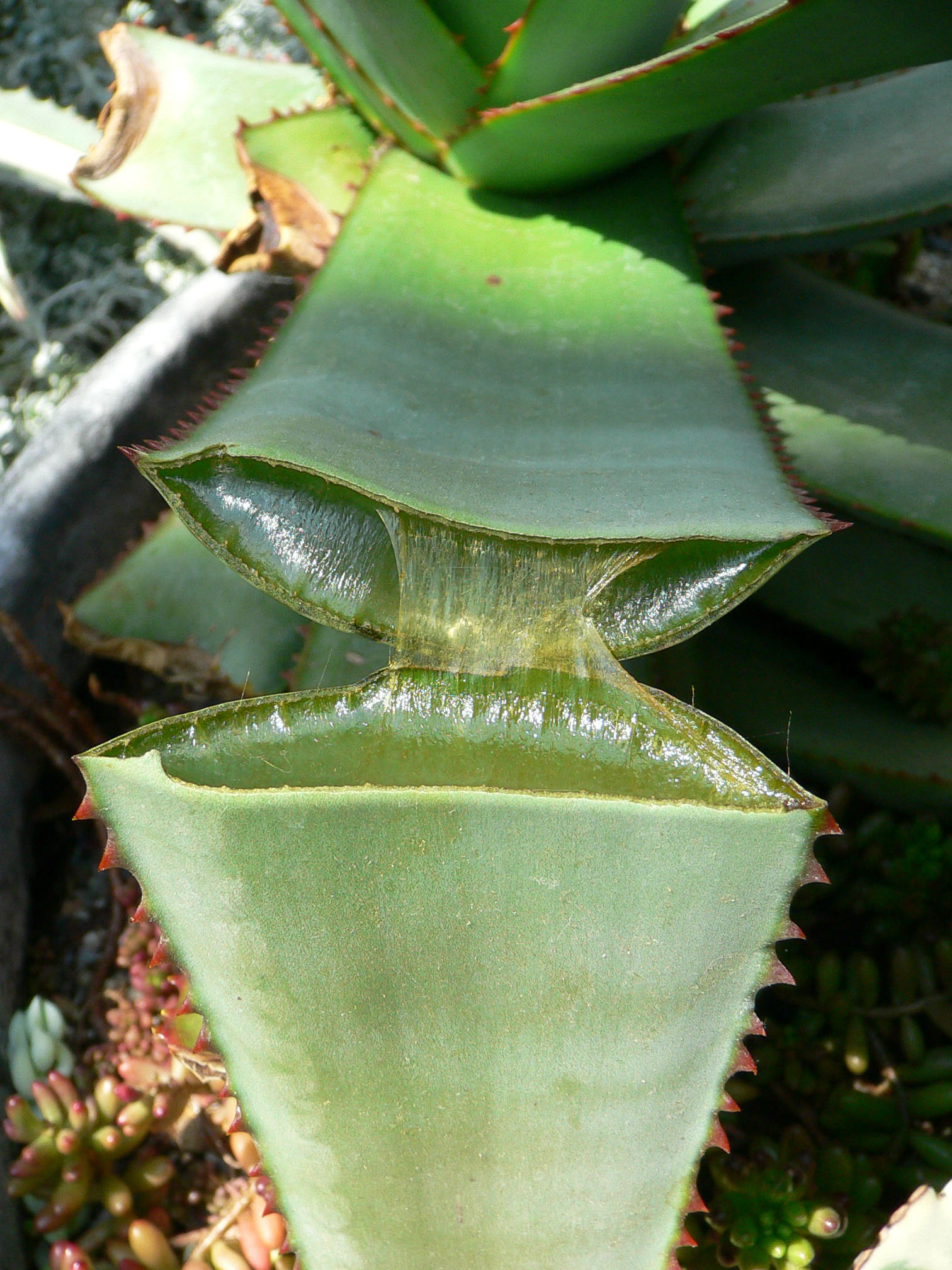
A pozsgások, mint ez az aloe is, a vizet húsos leveleikben tárolják.

A pozsgások másképpen szukkulensek olyan szárazságtűrő növények, amelyek a vízhiányos időszakokat, a speciális víztároló sejtjeikben felhalmozott víztartalékkal vészelik át. Ide tartoznak a kaktuszok és sok más sivatagi növény. A Magyarországon élő növények közül pozsgások a kövirózsák és a varjúhájak.

## Származásuk, elterjedésük
Konvergens evolúcióval az egyes kontinenseken különféle növénycsaládokból fejlődtek ki rendkívül hasonló alakköreik. Így például rendkívül hasonlóak lehetnek:
- az Amerikában a szegfűvirágúak (Caryophyllales) őseiből kifejlődött kaktuszfélék (Cactaceae) és az Afrikában a Malpighiales rendben kialakult euforbiák;

- az Amerikában a spárgafélék (Asparagaceae) családjában kifejlődött agávéformák (Agavoideae) és az Afrikában a fűfafélék (Asphodelaceae) családjában kialakult aloék (Aloe).

Számos fajuk ismert haszonnövény. Mások egzotikus külsejük miatt dísznövényként terjedtek el, majd kivadultak.

### Elterjedésük a Kárpát-medencében
A Kárpát-medencében a varjúhájfélék családjának két csoportjábam: a kövirózsák (Sempervivum stb.) és a varjúhájak (Sedum) fajai között vannak pozsgások. Ezek főleg domb- és hegyvidékeinken élnek a mészkő- és dolomitsziklagyepekben).

## Megjelenésük, felépítésük
Attól függően, hogy mely részükben vannak a víztároló sejtek, megkülönböztetünk törzs-, levél- és gyökérszukkulens pozsgásokat.
Víztároló részük jellegzetesen megvastagodott, húsos. Rendszerint olyan, többnyire meleg éghajlatú helyeken élnek, ahol hónapokig nincs eső. Úgy alkalmazkodtak ehhez, hogy szervezetük hosszabb idő alatt használja fel az egyszerre és gyorsan felvett, aránylag kevés vizet és a benne oldott tápanyagokat.
A konvergens evolúciónál sorolt példák közül törzsszukkulensek a kaktuszfélék és Euphorbia-fajok, levélszukkulensek az agávék és az aloék.

## Életmódjuk, termőhelyük
Olyan helyeken élnek, ahol meleg van és vízhiány. Gázcserenyílásaikat napközben a párologtatás csökkentésére zárva tartják. Ezért a szén-dioxidot (CO2) is éjjel veszik fel. Ezt a PEP-karboxiláz köti meg, és oxálecetsav (OA) keletkezik belőle. Ez almasavvá alakul, és így raktározzák el, ezért éjjel a pH-juk savas. Reggel becsukódnak a gázcserenyílások, az almasav bontásából CO2 szabadul fel, fotoszintézissel keletkezik ATP és NADH, beindul a Calvin-ciklus, és ez köti meg az almasavból felszabaduló CO2-t — tehát az elsődleges (PEP-karboxiláz) és a másodlagos CO2-megkötés időben elkülönül.

### Vízgazdálkodásuk
A pozsgások életmódja lényegesen eltér a szárazságtűrő, de nem szukkulens (xerofil, xerofita) növényekétől. A pozsgások meglepő sajátossága, hogy sejtnedvük rendkívül híg, annak ozmotikus nyomása nagyon alacsony (ezért nem tűrik a fagyot).
A kevés vizet tároló talajokból azt csak a nagy ozmotikus nyomású növények képesek felszívni —  a pozsgások tehát nem. A növények sejtfala, így a gyökérszőröké is átengedi a vizet a benne oldott tápanyagokkal együtt. A sejtek szívó hatása, azaz ozmotikus értéke a sejtnedv töménységével arányos. A csapadékkal rendszeresen ellátott növények ozmotikus nyomása többnyire 10–20 bar közötti. Ez ugyanazon növény különféle típusú sejtjeiben is különbözik; a gyökérszőrökben többnyire kisebb, mint a belső sejtekben. A sivatagi, félsivatagi tájak nem szukkulens szárazságtűrő növényeiben ez az érték akár 80 barra is megnőhet: azért képesek a nagy szárazságban is életben maradni, mert még az agyagásványok felületén megkötött kapilláris vizet is fel tudják szippantani.
A vízinövények ozmotikus nyomása ennél sokkal alacsonyabb, csak 5 bar körüli, és nagyjából ennyi a pozsgásoké is; ezek tehát csak akkor tudják felvenni a vizet, ha a talaj nagyon nedves. Ekkor azonban nagyon gyorsan megtöltik vele víztároló sejtjeiket, és az így elraktározott vízzel rendkívül takarékosan gazdálkodnak a következő bővizű időszakig. Ezt sejtnedvük vízmegkötő képessége is segíti.